# Dow Wolff Cellulosics
Die Dow Wolff Cellulosics GmbH ist ein Unternehmen zur Herstellung von Zelluloseprodukten und wurde am 1. Juli 2007 als neue Geschäftseinheit der Dow Chemical Company gegründet. Sie ging hervor aus den Geschäftsaktivitäten der früheren Wolff Walsrode und des Geschäftsbereichs Water Soluble Polymers von Dow. Hauptsitz des Unternehmens ist der früh industrialisierte Ort Bomlitz im Südwesten der Lüneburger Heide, wo das Unternehmen heute den Industriepark Walsrode betreibt. Neben weiteren Standorten in den USA, Belgien, Brasilien, mehreren Ländern Asiens produziert das Unternehmen in Deutschland noch in Bitterfeld-Wolfen, Schkopau und Stade. 

## Das Hauptwerk Bomlitz

### Lage

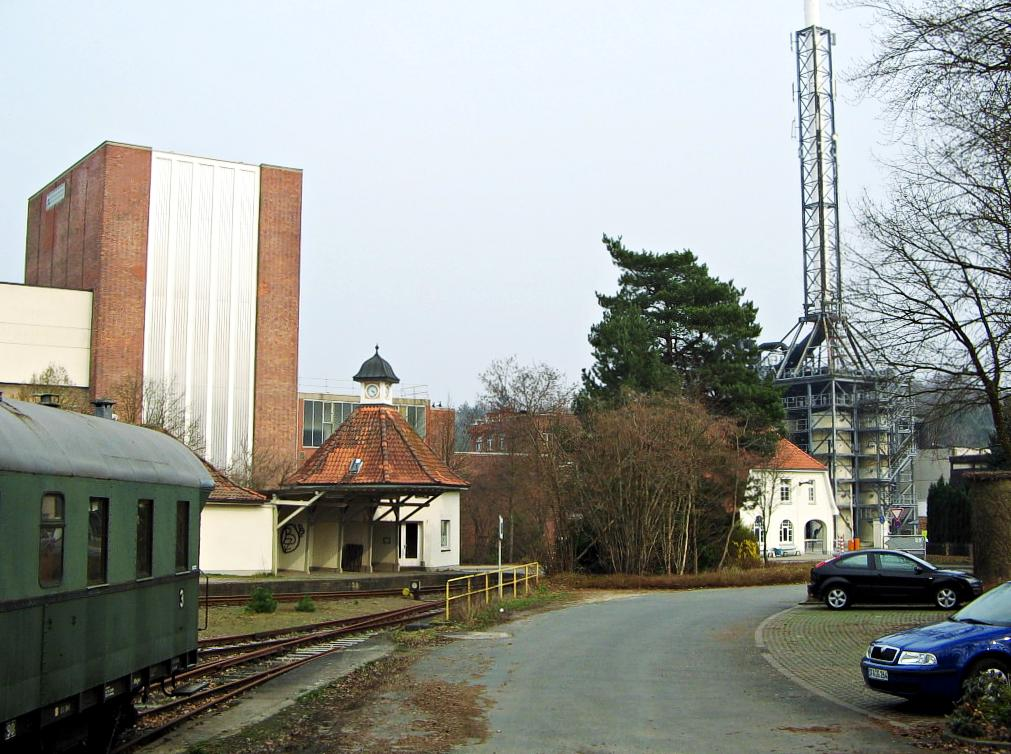
Werkteil Altwerk mit früherer Bahnstation Bomlitz

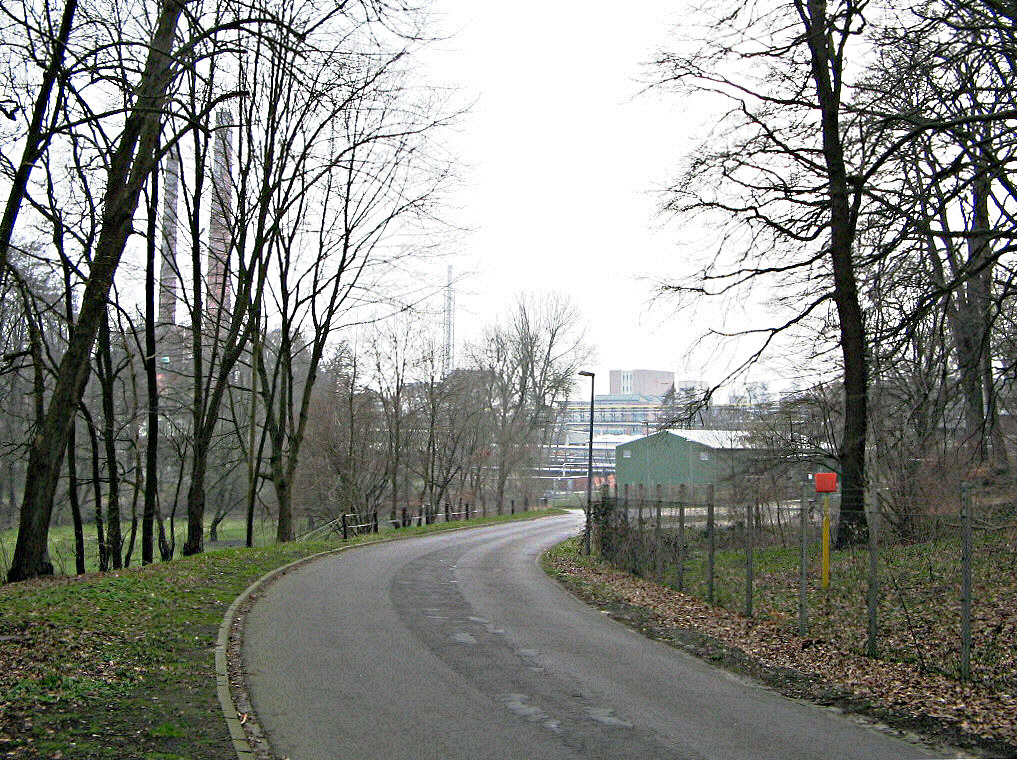
Bomlitztal oberhalb der einstigen Pulvermühle im Altwerk

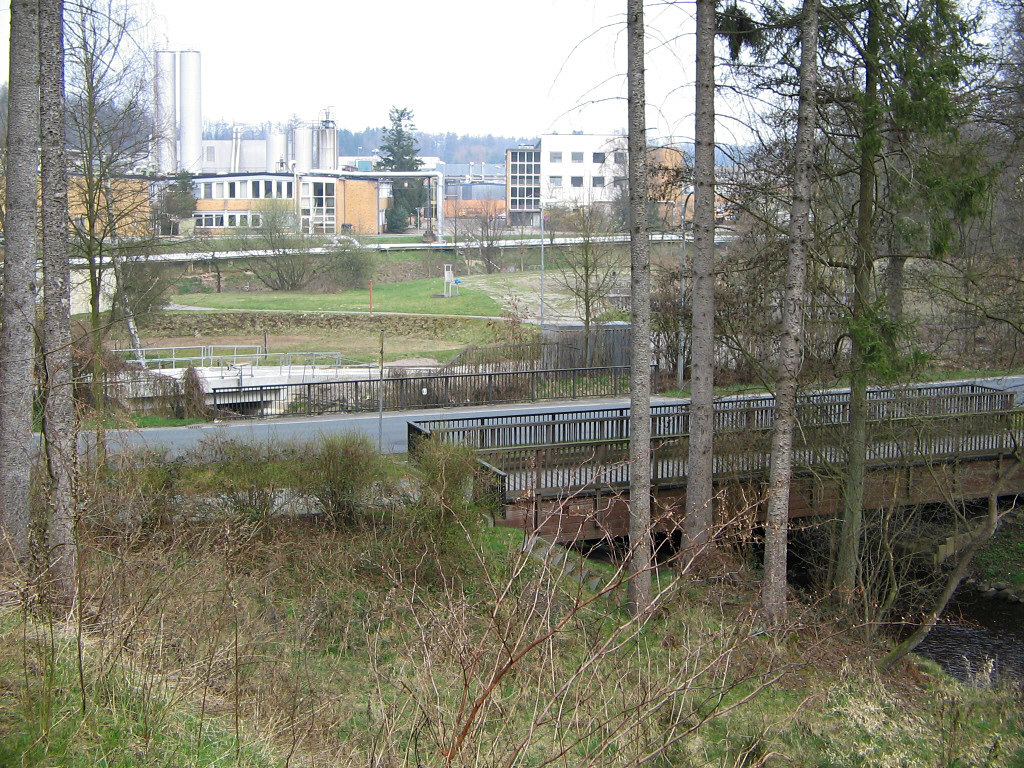
Werkteil Kiebitzort mit Brücken über die Bomlitz

Der weitaus bedeutendste Werksstandort ist der Industriepark Walsrode in Bomlitz. Hier erstrecken sich die Werksteile Altwerk und Kiebitzort über fast zwei Kilometer entlang des Bomlitztales, sowie Fuchsberg und Röpersberg oberhalb der nördlichen Talhänge. Die Siedlungsentwicklung von Bomlitz und dem benachbarten Ortsteil Benefeld war räumlich und historisch eng mit der Entwicklung der Werksanlagen verbunden.

### Geschichte
Die Entwicklung der heutigen Werksanlagen begann 1815, als von den Kaufleuten Dr. Leschen, Ludolph Urlaub und August Wolff am Standort der zuvor aufgegebenen Bommelser Papiermühle die Pulvermühle Leschen, Urlaub & Wolff gegründet wurde. In den Anfängen wurde Schwarzpulver, später Schießbaumwolle hergestellt. Die Mitinhaber Dr. Leschen und Urlaub schieden schon bald aus dem Unternehmen aus, so dass der Walsroder Kaufmann August Wolff als alleiniger Besitzer die Geschäfte der Pulverfabrik Bomlitz weiterführte.
1873 fusionierte die inzwischen weltweit agierende Firma Wolff mit der kleineren nahe gelegenen Pulverfabrik Fallingbostel und der ähnlich bedeutenden Rönsahler Pulverfabrik in Westfalen. Die Fusion führte zur Deutschen Pulverfabriken AG zu Rönsahl und Walsrode. 1876 schied die Rönsahler Pulverfabrik bereits wieder aus. Dieses führte zum Namen Wolff & Co.
Nach dem Versailler Vertrag infolge des Kriegsendes 1918 wurde die Produktion von Rüstungsgütern eingestellt. Das Unternehmen musste daher die Produktion von Sprengmitteln aufgeben und begann, aufbauend auf das Wissen um die Celluloseverarbeitung, mit der Herstellung von Faserdärmen sowie von Zellglas, einer an das französische Patent für Cellophan angelehnten durchsichtigen Folie (Transparit).
Auf Grund seiner Kompetenz in der Pulverherstellung bekam das Unternehmen im Dritten Reich große Rüstungsaufträge der NS-Regierung. So wurde neben der zivilen Produktion im Jahre 1935 eine Nitrocellulose-Produktion aufgebaut. 1938 wurde die Nitroglycerin-Produktion begonnen. Während des Zweiten Weltkriegs arbeiteten ca. 8.000 Menschen in der eigens für die Pulverproduktion gegründeten Tochtergesellschaft Eibia, wovon ca. 80 Prozent Zwangsarbeiter aus den besetzten Gebieten waren.

Logo Industriepark Walsrode

Mit Ende des Zweiten Weltkriegs wurde die Pulverproduktion eingestellt, und das Unternehmen knüpfte an seine Erfahrungen mit der Produktion von Faserdärmen, Folien und anderen Zelluloseprodukten an.

Logo Wolff Walsrode AG

Wolff & Co. wurde 1974 zur Wolff Walsrode AG und dabei von der Bayer AG übernommen. In den folgenden Jahren erreichte die Anzahl der Mitarbeiter mit fast 4.000 Beschäftigten ihren bisherigen Höchststand.
2001 wurde die Wolff Walsrode AG restrukturiert. Das ehemals geschlossene Werksgelände wurde als Industriepark Walsrode für andere Unternehmen geöffnet. Derzeit wirken hier auf ca. 130 Hektar industriell voll erschlossenem Gelände über 20 Produktions- und Dienstleistungsunternehmen.
Im Juni 2007 wurde die Wolff Walsrode AG durch Dow Chemical übernommen und in die neue Geschäftseinheit (Business Unit) Dow Wolff Cellulosics eingegliedert. Ab Oktober 2013 erfolgt eine Umbenennung der DWC in "Dow Pharma & Food Solutions".

## Beteiligungen
Dow Wolff Cellulosics unterhält folgende Tochterunternehmen:
- Probis GmbH (100 %)